# Вейн Ріверс
Вейн Ріверс (англ. Wayne Rivers, нар. 1 лютого 1942, Гамільтон) — канадський хокеїст, що грав на позиції крайнього нападника.

## Ігрова кар'єра
Професійну хокейну кар'єру розпочав 1962 року.
Протягом професійної клубної ігрової кар'єри, що тривала 18 років, захищав кольори команд «Детройт Ред-Вінгс», «Бостон Брюїнс», «Сент-Луїс Блюз», «Нью-Йорк Рейнджерс», «Нью-Йорк Рейдерс», «Нью-Йорк Голден Блейдс», «Нью-Джерсі Найтс» та «Сан-Дієго Мерінерс».